# Anna Grigorjewna Lissjanskaja
Anna Grigorjewna Lissjanskaja (russisch Анна Григорьевна Лисянская, englisch Anna Lisyanskaya, ukrainisch Ганна Григорівна Лисянська ‚Hanna Hryhoriwna Lyssjanska‘; * 1. November 1917 in Mykolajiw, Russisches Kaiserreich; † 2. Dezember 1999 in Arad, Israel) war eine russisch-ukrainische Schauspielerin. Sie gehörte zu den beliebten Theater- und Filmschauspielerinnen der 1940er und 1950er Jahre.

## Leben und Werk

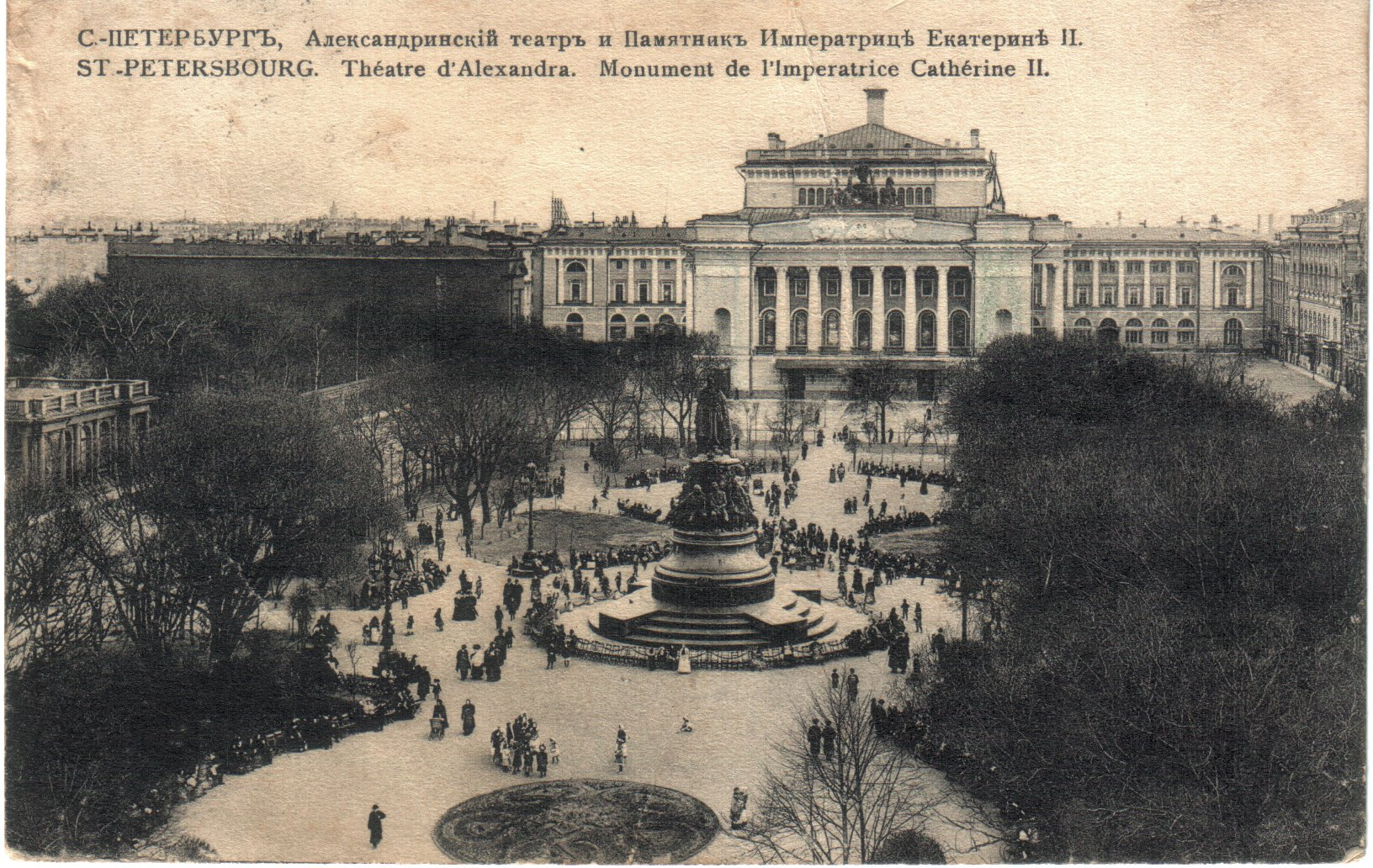
Alexandrinski-Theater, 1917

Lissjanskaja war die Tochter der Schauspielerin Sofya Dyshlis und Hirsh Lisyansky, der das Nikolaevsky Jewish Theatre leitete. Ihre Mutter sowie ihre Tante Dora Lissjanskaja waren ebenfalls an den Aufführungen des Theaters beteiligt. Das jüdische Theater in Nikolaev gab Aufführungen trotz der instabilen Lage in der Stadt. Die Revolution, dann der Krieg und die ständigen Machtwechsel, führten nicht dazu, dass das Theater geschlossen wurde. Auf der Bühne des Elterntheaters spielte sie im Alter von sechs Jahren in den Aufführungen von Stempenya, Tevye the Milkman von Scholem Alejchem. Nachdem sie die Schule abgeschlossen hatte, trat sie 1932 in das Theaterstudio des Kiewer Jugendtheaters ein. 1936 schloss sie ihr Studium ab und arbeitete nach ihrer Rückkehr zwei Spielzeiten am Jugendtheater von Mykolajiw.
1938 kehrte sie als Schauspielerin an das Theater der Hauptstadt nach Kiew zurück. Hier spielte sie Shakespeares Julia, Yulinka in dem Stück A Profitable Position von Alexander Ostrowski und andere Rollen. Sie wurde 1949 eingeladen im Alexandrinski-Theater zu spielen, wo sie dann fast 20 Jahre auf der Bühne dieses Theaters spielte. 1967 begann Lissjanskaja für ein Jahr gleichzeitig im St. Petersburger Theater für musikalische Komödie zu arbeiten und entschied sich dann, dort weiter zu spielen.

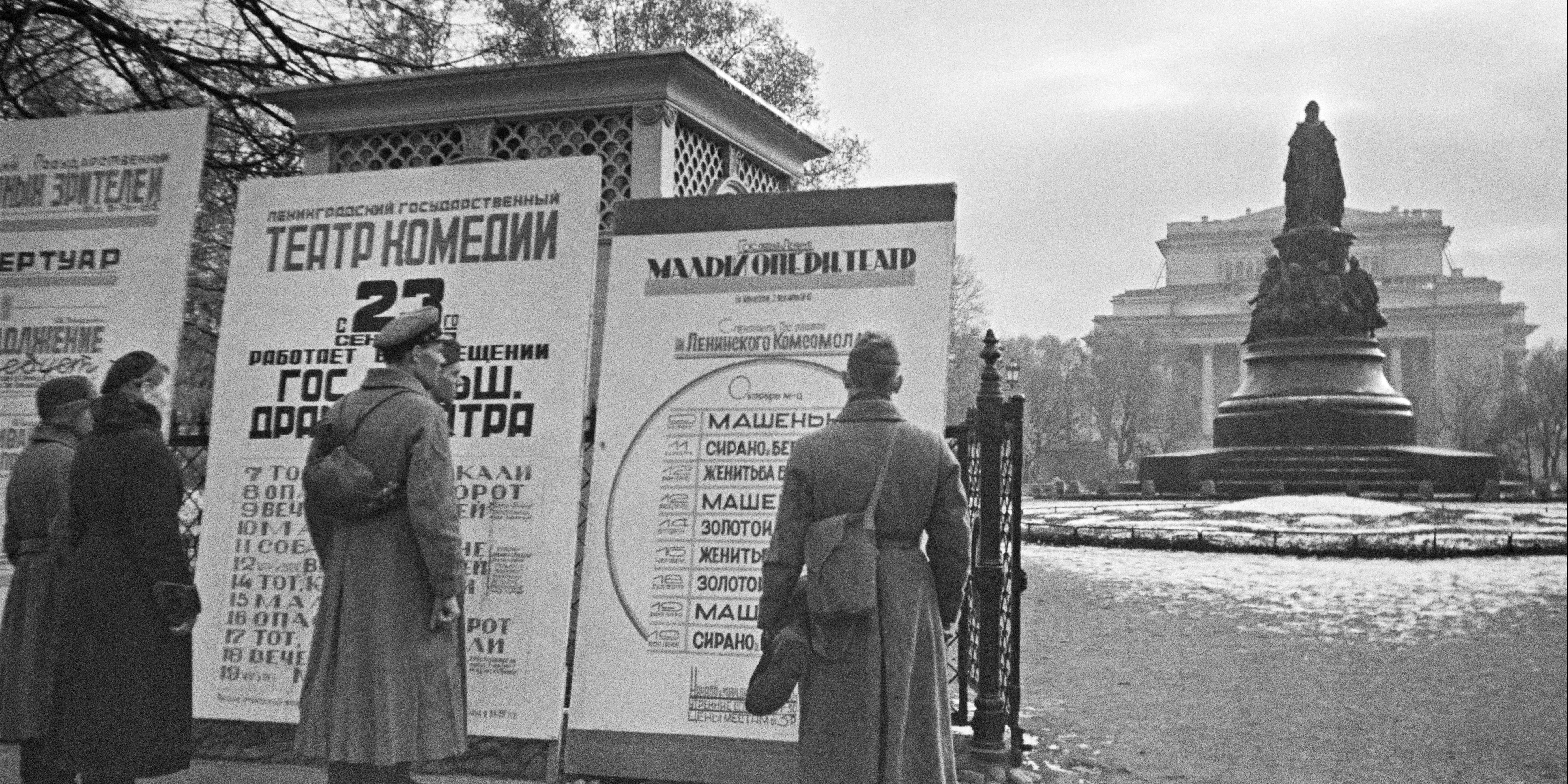
Theaterplakate vor dem St. Petersburger Theater für musikalische Komödie im Oktober 1941

Wie viele Theaterschauspieler spielte sie auch Rollen im Film und ihre erste Filmrolle spielte sie 1941. Der Drehbuchautor Igor Sawtschenko war im Kiewer Jugendtheater auf sie aufmerksam geworden und so spielte sie in dem Film Young Years, die Nastya. Die folgenden Filme waren revolutionärer militärischer Natur.
Sie widmete dem Fernsehen und Radio viel Zeit. Sowohl im Theater als auch im Kino spielte Lissjanskaja in den letzten Jahren ihrer Karriere jüdische Charaktere. Zusammen mit ihrem Mann schrieb sie das Drehbuch für den Film Boys (1955, Regie: S. Tsybulnyk).
Anfang der 1990er Jahre wurde Lissjanskaja schwer krank, und ihre enge Freundin, die Schauspielerin Lillian Malkina, half ihr 1993 zu ihren Verwandten nach Israel zu ziehen. Hier starb sie am 2. Dezember 1999 und wurde auf dem Friedhof der Stadt Arad beigesetzt.

## Filmografie (Auswahl)
- 1942 – Jahre der Jugend
- 1942 – Wie der Stahl gehärtet wurde
- 1944 – Raguda
- 1953 – Alyosha Ptitsyn wird erwachsen
- 1954 – Eine große Familie
- 1955 – Zwölfte Nacht
- 1955 – Die Bremse
- 1958 – Matrose aus „Comet“
- 1964 – Kleiner Hase
- 1953 – Lenin in Polen
- 1970 – Die magische Kraft der Kunst
- 1971 – Eigentum der Republik
- 1972 – Mein Bruder
- 1973 – Stellvertretender Architekt „Sova“
- 1974 – Erinnere dich an deinen Namen
- 1975 – Liebe auf den ersten Blick
- 1977 – Geboren aus der Revolution
- 1977 – Die Nase
- 1978 – Drei schlechte Tage
- 1979 – Drei Männer in einem Boot
- 1980 – Doll-Ruslan und sein Freund Sanka
- 1982 – Irgendwo weint ein Pirol
- 1984 – Die Kunst des Lebens in Odessa
- 1989 – Tranti-Vanti
- 1990 – Zahid
- 1991 – Hol dich raus
- 1993 – Schnell fließende Gärten